# Vrigstads landskommun
Vrigstads landskommun var en tidigare kommun i Jönköpings län.

## Administrativ historik
När 1862 års kommunalförordningar trädde i kraft den 1 januari 1863 inrättades i Sverige cirka 2 400 landskommuner samt 89 städer och ett mindre antal köpingar.
Då inrättades i Vrigstads socken i Västra härad i Småland denna kommun.
Vid kommunreformen 1952 bildade den storkommun genom sammanläggning med de tidigare kommunerna Hylletofta landskommun, Nydala landskommun och Svenarums landskommun.
1971 upplöstes den år 1952 bildade kommunen, varvid församlingarna Hylletofta och Vrigstad fördes till Sävsjö kommun, medan Svenarum överfördes till Vaggeryds kommun och Nydala till Värnamo kommun.
Kommunkoden 1952-1970 var 0630.

### Kyrklig tillhörighet
Vrigstads landskommun tillhörde Vrigstads församling. 1952 tillkom församlingarna Hylletofta, Nydala och Svenarum.

## Geografi
Vrigstads landskommun omfattade den 1 januari 1952 en areal av 516,70 km², varav 472,97 km² land. Efter nymätningar och arealberäkningar färdiga den 1 januari 1957 omfattade landskommunen den 1 november 1960 en areal av 509,18 km², varav 462,15 km² land.

### Tätorter i kommunen 1960
| Tätort   | Folkmängd |
| -------- | --------- |
| Vrigstad | 820       |
| Hok      | 409       |

Tätortsgraden i kommunen var den 1 november 1960 32,8 procent.

## Politik

### Mandatfördelning i valen 1938–1966
| 5 | 4 | 10 | 1 |

| 19 |

| 5 | 1 | 5 | 9 |

| 20 |

| 5 | 4 | 8 | 3 |

| 19 |

| 9 | 4 | 11 | 9 | 2 |

| 35 |

| 11 |  | 10 | 8 | 5 |

| 35 |

| 9 | 3 | 10 | 8 | 5 |

| 35 |

| 9 | 2 | 10 | 9 | 5 |

| 35 |

| 8 | 9 | 8 | 3 | 7 |

| 35 |